# DECO Cassette System

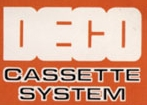
Logo des DECO Cassette Systems

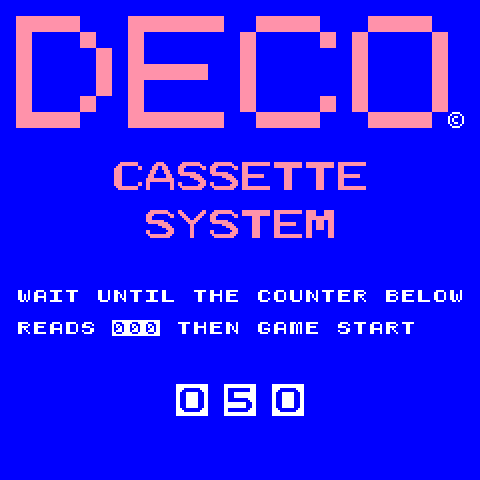
Lade-Bildschirm

Das DECO Cassette System war das erste standardisierte Arcade System Board für Arcade-Automaten. Es wurde 1980 von der US-amerikanischen Firma Data East entwickelt. DECO ist die Abkürzung für Data East Corporation.

## Beschreibung
Die Arcade-Spiele waren digital, sowie verschlüsselt, auf kleinen Audiokassetten gespeichert, die etwas größer als Mikrokassetten waren. Der Aufsteller von Arcade-Automaten musste zusätzlich zur Kassette ein Sicherheits-Dongle anschließen. Das war damals revolutionär und eine frühe Form des Digital Rights Managements.
Das Spiel musste geladen und in den Arbeitsspeicher kopiert werden, was etwa 2–3 Minuten dauerte. Eine Zähleranzeige wurde auf dem Monitor dargestellt. Es gab allerdings viele Beschwerden, da die Kassetten und die Hardware nicht sehr zuverlässig waren. Außerdem waren die meisten Spiele verhältnismäßig unbeliebt.
Der Sinn und Vorteil des Systems lag in dem schnellen Austausch der Spiele. Bis zum Erscheinen des DECO Cassette Systems war ein Wechsel des Arcade-Spiels auf einem Automaten nicht möglich oder sinnvoll, da die Arcade-Automaten speziell bemalt waren („dedicated“) oder besondere Eingabe-Elemente hatten. Weiterhin mussten die großen Leiterplatten/PCBs ausgetauscht werden. Erst später gab es den JAMMA-Standard, der zumindest den Austausch der Platinen leichter machte.

### Hardware
Es wurden 3 PCBs benutzt. Als Prozessoren wurden zwei MOS Technology 6502 eingesetzt (mit Taktfrequenzen von 750 und 500 kHz), sowie ein Intel 8×41 (@500 kHz). Als Sound-Chips gab es zwei AY-3-8910 (@ 1,5 MHz).
Die Grafikauflösung betrug 240 × 240 Pixel, die Farbpalette bestand aus 32 Farben.
Arcade-Gehäuseformen waren Standard und Mini. Die Bildschirmumrandung („Bezel“) war bei allen Spielen identisch.
Ausgeliefert wurden die Spielkassetten, samt Dongle und Anleitungen in orangen Pappschubern. Die Etiketten auf Kassette, Dongle und Box hatten unterschiedliche Farben.

## Emulation
Wie die meisten Arcade-Spiele können auch diese mit dem Emulator M.A.M.E. gespielt werden.
Mittlerweile ist es möglich, die Daten ohne Zerstörung des Original-Dongles auszulesen.

## Spiele
Bis 1985 wurden etwa 47 Spiele produziert. Das erste Spiel war Highway Chase (12/1980).
- 01: Highway Chase (auch bekannt als Mad Alien)
- 02: Sengoku Ninja Tai (auch bekannt als Ninja)
- 03: Manhattan
- 04: Terranean
- 05: Missile Sprinter
- 06: Nebula
- 07: Astro Fantasia
- 08: The Tower
- 09: Super Astro Fighter
- 10: Ocean to Ocean
- 11: Lock 'n' Chase (1981), ähnlich Pac-Man
- 12: The DECO Kid (auch bekannt als Flash Boy)
- 13: Tournament Pro Golf (auch bekannt als 18 Challenge Pro Golf)
- 14: DS Telejan
- 15: Lucky Poker
- 16: Treasure Island (1982)
- 17: Bobitto
- 18: Explorer
- 19: Disco No. 1 (auch bekannt als Sweet Heart)
- 20: Tornado
- 21: Mission-X (1982)
- 22: Pro Tennis
- 23: 18 Hole Pro Golf
- 24: Tsumego Kaisyou
- 25: Angler Dangler (auch bekannt als Fishing)
- 26: Burgertime (auch bekannt als Hamburger) (1982), erstmals auf diesem System
- 27: Bump 'n' Jump (auch bekannt als Burnin’ Rubber) (1982), Rennspiel aus der Vogelperspektive
- 28: Cluster Buster (auch bekannt als Graplop)
- 29: Rootin' Tootin' (auch bekannt als La-Pa-Pa) (1982)
- 30: Skater
- 31: Pro Bowling
- 32: Night Star
- 33: Pro Soccer
- 34: Super Doubles Tennis
- 35: Bumpoline (auch bekannt als Flying Ball)
- 36: Genesis (auch bekannt als Boomer Rang'r)
- 37: Zeroize
- 38: Scrum Try
- 39: Peter Pepper's Ice Cream Factory
- 40: Fighting Ice Hockey
- 41: Oozumou - The Grand Sumo
- 42: Hellow Gateball
- 43: Kamikaze Cabbie (auch bekannt als Yellow Cab)
- 44: Boulder Dash (1985)
- UX-7: Tokyo MIE Shinryoujo (Tokyo MIE Clinic)
- UX-8: Tokyo MIE Shinryoujo 2 (Tokyo MIE Clinic 2)
- UX-9: Geinoujin Shikaku Shiken
- ??: Burmazon

(von Game-Nummer aufgelistet)
Durch die Anfälligkeit des Systems sind nur etwa zwei Drittel der Spiele erhalten geblieben.